# Guandou
Guandou (kinesiska: 官陡) är ett stadsdelsdistrikt i östra Kina. Det ligger i stadsdistriktet Jiujiang i staden Wuhu i provinsen Anhui, omkring 120 kilometer sydost om provinshuvudstaden Hefei. 